# Дрімлюга сундайський
Дрімлюга сундайський (Caprimulgus meesi) — вид дрімлюгоподібних птахів родини дрімлюгових (Caprimulgidae). Ендемік Індонезії. Раніше сундайський дрімлюга входив до комплексу криптичних видів великохвостого дрімлюги, однак у 2004 році був визнаний окремим видом через різницю у вокалізації.

## Поширення і екологія
Сундайські дрімлюги мешкають на Малих Зондських островах, від Сумби і Флореса до Алора. Вони живуть в саванах, чагарникових заростях, на узліссях тропічних лісів, на луках і плантаціях. Зустрічаються на висоті до 800 м над рівнем моря. Живляться комахами, яких ловлять в польоті.